# Чемпионат Перу по волейболу среди мужчин
Чемпионат Перу по волейболу среди мужчин — ежегодное соревнование мужских волейбольных команд Перу.  
С 2004 организатором является Национальная высшая волейбольная лига Перу (Liga Nacional Superior de Voleibol del Perú — LNSV), являющаяся структурным подразделением Федерации волейбола Перу (Federación Peruana de Voleibol — FPV).    

## Формула соревнований
До 2014 чемпионат состоял из двух отдельных турниров — Апертура и Клаусура, в каждом из которых команды-участницы проводили однокруговые турниры. По их итогам 4 лучшие команды выходили в полуфинал плей-офф и далее, разделившись на пары, определяли финалистов, которые разыгрывали первенство. Победители турниров в финале определяли чемпиона. Если оба турнира выигрывала одна команда, то она автоматически становилась чемпионом.
С чемпионата 2015 года лучшие команды образуют высшую лигу. Турнир 2024 проходил с октября по декабрь и включал два этапа — предварительный и плей-офф. На предварительной стадии 9 команд играли в один круг. 8 вышли в плей-офф и далее определили финалистов, которые разыграли первенство. Серии матчей плей-офф проводились до двух побед одного из соперников
В чемпионате 2024 принимали участие 9 команд: «Вамос-Пирлесс» (Лима), «Литоволей» (Лима), «Регатас Лима» (Лима), «Сан-Антонио» (Кальяо), «Фламенко-Писко» (Ика), «Хуниор Кальяо» (Кальяо), «Асосиадос де Такна» (Такна), «Вон Ньюман Римак» (Лима), «Польпер» (Лима). Чемпионский титул в 4-й раз подряд выиграл «Вамос-Пирлесс», победивший в финальной серии «Литоволей» 2-0 (3:1, 3:1). 3-е место занял «Регатас Лима». 

## Чемпионы LNSV
- 2004 «Депортиво Ванка» Кальяо
- 2005 «Депортиво Ванка» Кальяо
- 2006 «Депортиво Ванка» Кальяо
- 2007 «Депортиво Ванка» Кальяо
- 2008 «Асосисьон Уакильяй»
- 2009 «Депортиво Ванка» Кальяо
- 2010 «Пирлесс» Лима
- 2011 «Пирлесс» Лима
- 2012 «Пирлесс» Лима
- 2013 «Пирлесс» Лима
- 2014 «Универсидад Сан-Мартин де Поррес» Лима
- 2015 «Пирлесс» Лима
- 2016 «Унилевер» Лима
- 2017 «Пирлесс» Лима
- 2018 «Регатас Лима» Лима
- 2019 «Регатас Лима» Лима
- 2020 «Регатас Лима» Лима
- 2021 «Вамос-Пирлесс» Лима
- 2022 «Вамос-Пирлесс» Лима
- 2023 «Вамос-Пирлесс» Лима
- 2024 «Вамос-Пирлесс» Лима